# Pier Giorgio Frassati
Pier Giorgio Frassati (n. 6 aprilie 1901, Torino, Italia – d. 4 iulie 1925, Torino, Italia) a fost un student italian pasionat de alpinism, promotor al spiritualității creștine și dreptății sociale, beatificat în anul 1990.